# Braulio E. Dujali
Braulio E. Dujali (Bayan ng Braulio E. Dujali) är en kommun i Filippinerna. Kommunen ligger på ön Mindanao, och tillhör provinsen Davao del Norte. Folkmängden uppgår till 18 050 invånare.
Braulio E. Dujali är indelat i 5 barangayer.